# Xếp loại sân vận động UEFA
Tổ chức Quy chuẩn Cơ sở hạ tầng Sân vận động (Stadium Infrastructure Regulations) của UEFA đã phân loại các sân bóng đá thành bốn loại từ hạng một đến hạng bốn tăng dần theo chất lượng của sân. Kẻ từ năm 2006, cách đánh giá này đã thay thế phương pháp xếp loại sân vận động từ một đến năm sao có trước đó. Các sân vận động phải được xếp hạng bốn nếu muốn đăng cai các trận đấu playoff trong khuôn khổ  vòng loại UEFA Champions League hoặc bất cứ trận đấu nào trong trận đấu chính. Điều kiên tương tự cũng được đặt ra cho sân vận động nào muốn đăng cai các trận cầu trong giải đấu chính của UEFA Europa League hoặc Giải vô địch bóng đá châu Âu.

## Những khác biệt chính giữa các hạng
| Tiêu chuẩn                                                | Hạng 1                              | Hạng 2                              | Hạng 3                      | Hạng 4                            |
| --------------------------------------------------------- | ----------------------------------- | ----------------------------------- | --------------------------- | --------------------------------- |
| Sân bóng đá                                               | dài 100 đến 105 m, rộng 64 đến 68 m | dài 100 đến 105 m, rộng 64 đến 68 m | dài 105 m, rộng 68 m        | dài 105 m, rộng 68 m              |
| Kích thước tối thiểu của phòng thay đồ dành cho trọng tài | không số liệu                       | không số liệu                       | 20 m²                       | 20 m²                             |
| Số lượng đèn pha tối thiểu                                | tiện cho phát thanh viên            | 800 lux, tiện để quay phim          | 1400 lux, tiện để quay phim | 1400 lux, mọi hướng nhìn          |
| Bãi đỗ xe VIP                                             | 20                                  | 50                                  | 100                         | 150                               |
| Cho phép khán giả đứng                                    | có                                  | không                               | không                       | không                             |
| Số lượng chỗ ngồi tối thiểu                               | 200                                 | 1.500                               | 4.500                       | 8.000                             |
| Tổng số ghế VIP tối thiểu                                 | 50                                  | 100                                 | 250                         | 500                               |
| Ghế VIP cho đội khách                                     | 10                                  | 20                                  | 50                          | 100                               |
| Khu vực tiếp khách VIP                                    | không số liệu                       | không số liệu                       | không số liệu               | 400 m²                            |
| Diện tích tối thiểu cho truyền thông tác nghiệp           | 50 m²                               | 100 m² cho 50 người                 | 100 m² cho 50 người         | 200 m² cho 75 người               |
| Số lượng phóng viên ảnh tối thiểu                         | N/A                                 | N/A                                 | 15                          | 25                                |
| Không gian tối thiểu để đặt máy quay chính                | 4 m² cho ít nhất 1 camera           | 6 m² cho 2 camera                   | 6 m² cho 2 camera           | 10 m² cho 4 camera                |
| Số lượng ghế tối thiểu dành cho phóng viên                | 20, 5 với bàn                       | 20, (10 nếu là ghế dài)             | 50, (25 nếu là ghế dài)     | 100, (50 nếu là ghế dài)          |
| Số lượng vị trí bình luận tối thiểu                       | 2                                   | 3                                   | 5                           | 25                                |
| Số lượng trường quay truyền hình tối thiểu                | 1 phòng có thể được chuyển đổi      | 1                                   | 2                           | 2, ít nhất 1 với góc nhìn của sân |
| Vị trí phỏng vấn tối thiểu sau trận đấu                   | N/A                                 | N/A                                 | N/A                         | 4                                 |
| Diện tích phát sóng bên ngoài tối thiểu                   | 100 m²                              | 200 m²                              | 200 m²                      | 1.000 m²                          |
| Số lượng ghế tối thiểu trong phòng họp báo                | Ít nhất 1                           | 30                                  | 50                          | 75                                |